# Spinopasites spinotus
Spinopasites spinotus är en biart som först beskrevs av Warncke 1983.  Spinopasites spinotus ingår i släktet Spinopasites och familjen långtungebin. Inga underarter finns listade i Catalogue of Life.